# Бенедикт Маґнуссон
Бенедикт Маґнуссон (ісл. Benedikt Magnússon, нар. 4 червня 1983, Гапнарф'єрдюр, Ісландія) — ісландський стронгмен, кількаразовий переможець змагання Найсильніша Людина Ісландії. Маґнуссон який також відомий за прізвиськом Бенні тримав абсолютний світовий рекорд у мертвому зведенні аж до 2015 року.

## Власні скутки
- Присідання — 420 кг
- Вивага лежачи — 220 кг
- Мертве зведення — 461 кг